# Crazy Joe
Cet article concerne le film de 2013. Pour le film de Carlo Lizzani de 1974, voir Jo le Fou.
Pour plus de détails, voir Fiche technique et Distribution.
Crazy Joe (Hummingbird) ou Rédemption au Québec est un thriller britannico-américain écrit et réalisé par Steven Knight, sorti en 2013.

## Synopsis
Ancien soldat des forces spéciales, Joey Smith se retrouve SDF à Londres, après s’être enfui afin d’échapper à un procès en cour martiale. Un an plus tard, sous le nom de Joey Jones, il décroche un boulot dans un restaurant chinois comme plongeur et, peu à peu, il gravit les échelons pour devenir chauffeur, puis homme de main pour monsieur Choy, un membre de la mafia chinoise. Sa volonté sans limite et sa force physique lui font rapidement gagner la confiance de ses employeurs, qui le surnomment « Crazy Joe ».
Mais un jour, il apprend par la nonne Sœur Christina, qui l'avait aidé auparavant, que son amie Isabel, avec qui il vivait dans la rue et qu'il protégeait des proxénètes, a été retrouvée assassinée par un homme d'affaires violent avec les prostituées. Crazy Joe décide alors de retrouver l'assassin d'Isabel et de la venger.

## Fiche technique
- Titre original : Hummingbird
- Titre français : Crazy Joe
- Titre québécois : Rédemption
- Titre américain : Redemption
- Réalisation : Steven Knight
- Scénario : Steven Knight
- Direction artistique : Michael Carlin (en)
- Décors : Stuart Kearns
- Costumes : Louise Stjernsward
- Montage : Valerio Bonelli
- Musique : Dario Marianelli
- Photographie : Chris Menges
- Production : Guy Heeley et Paul Webster (en)
- Sociétés de production : IM Global (en) et Shoebox Films
- Sociétés de distribution : / Lions Gate Film
- Pays d’origine :  Royaume-Uni/ États-Unis
- Budget : 20 millions $
- Langue : Anglais
- Durée : 100 minutes
- Format : Couleurs - 35 mm - 2.35:1 - Son Dolby numérique
- Genre : Thriller , Action
- Dates de sortie :
- Hongrie : 9 mai 2013
- Royaume-Uni : 28 juin 2013
- États-Unis : 28 juin 2013
- France : 10 juillet 2013
- Ce film peut heurter la sensibilité des jeunes spectateurs.

## Distribution
- Jason Statham (V. F. : Boris Rehlinger ; V. Q. : Sylvain Hétu) : Joey Smith/Joey Jones/Crazy Joe
- Agata Buzek (V. F. : Véronique Volta ; V. Q. : Mélanie Laberge) : Sœur Christina
- Ger Ryan (en) (V. F. : Anne Plumet ; V. Q. : Élise Bertrand) : Mère Suprême
- Benedict Wong (V. F. : Omar Yami ; V. Q. : François Godin) : Monsieur Choy
- Victoria Bewick (V. F. : Carole Gioan) : Isabel
- Vicky McClure (V. F. : Déborah Perret ; V. Q. : Catherine Hamann) : Dawn
- Christian Brassington (V. Q. : Sébastien Reding) : Mark Forrester

Source et légende : Version française (V. F.) sur AlloDoublage Verson québécoise (V. Q.) sur Doublage.qc.ca

## Autour du film
En Angleterre, le film est titré Hummingbird, alors qu'aux États-Unis, il a été titré Redemption.